# 248-й специальный моторизованный батальон «Север»
248-й специа́льный моторизо́ванный бата́льон «Се́вер» (также 248 осмб «Север», также «Север-Ахмат») — сведенное подразделение ЧР внутренних войск МВД России создан 2006 году. Известно о 141-й специальном моторизованном полке имени Героя Российской Федерации Ахмата-Хаджи Кадырова (141 смп им. Героя РФ А. Кадырова) который создан на базе 248 осмб «Север».

## История
Батальон ведет свою историю с 29 мая 2006 года, когда на территории Чеченской Республики был сформирован и приступил к несению боевой службы на основании приказа министра внутренних дел России, организационно вошедши в Внутренние войска МВД России. В 2010 году спецназ внутренних войск обвинил чеченский батальон «Север» в измене. Обвинения относились к спецоперации, проведенной 4 февраля 2010 года между селениями Дачу-Барзой и Алхазурово. Тогда были уничтожены пять боевиков, но одновременно погибли пять спецназовцев.

## Боевой путь
Сведенное подразделение ЧР внутренних войск МВД России 248 осмб «Север» принимало участие во вторжении России на Украину. Власти Украины подозревают военнослужащих и командира 248 осмб «Север» в причастности к убийствам мирных жителей Украины.
В начале 2022 года подразделение принимало участие в боях за Гостомель, в следствии которого подразделение понесло потери и вынуждено было отступить, а о командире Тушаев Магомед начала появляться информация о гибели которую позже опровергали ряд медиа.
После чего принимало участие в боях за Купянск. 21-го апреля 2022 года агентство ТАСС сообщало о заявлении первого заместителя главы МВД ЛНР Роман Ведмеденко об взятии под контроль трасы Сватово-Купянск.

## Деятельность
Хотя формально 248 осмб «Север» входит в структуру Росгвардии, как и ряд других чеченских формирований, но фактически подчиняется лично Кадырову. В частности, СОБР «Ахмат» который входит в него — занимается охраной первого лица Чеченской республики.

## Состав
За данными ГУР Украины в боях за Гостомель сведенное подразделение Росгвардии включало в себя СОБР «Ахмат» и 141 СМП, а командовал им Тушаев Магомед Салаудинович — командующий 96-м полком.

## Известный командный состав
Делимханов Алибек Султанович — командир (2006—2015 г.г.)
Заур Дадаев — заместитель командира
Муса Аюбов — заместитель командира (убит в 2015)
Муслим Ильясов
Тушаев Магомед Салаудинович — командир состоянием на 2022 году при боях за Гостомель.

## Известные личности 248-го батальона
Руслан Геремеев — подозреваемый в организации убийства политика, представитель влиятельной чеченской семьи (один из его близких родственников, Сулейман Геремеев, представляет Чечню в Совете федерации РФ, а другой, Ваха Геремеев, руководит ОМВД по Шелковскому району).